# (82232) Heuberger
(82232) Heuberger est un astéroïde de la ceinture principale.

## Description
(82232) Heuberger est un astéroïde de la ceinture principale. Il fut découvert le 11 mai 2001 à Winterthour par Markus Griesser. Il présente une orbite caractérisée par un demi-grand axe de 2,31 UA, une excentricité de 0,13 et une inclinaison de 4,8° par rapport à l'écliptique.

## Compléments